# Pochówek szkieletowy

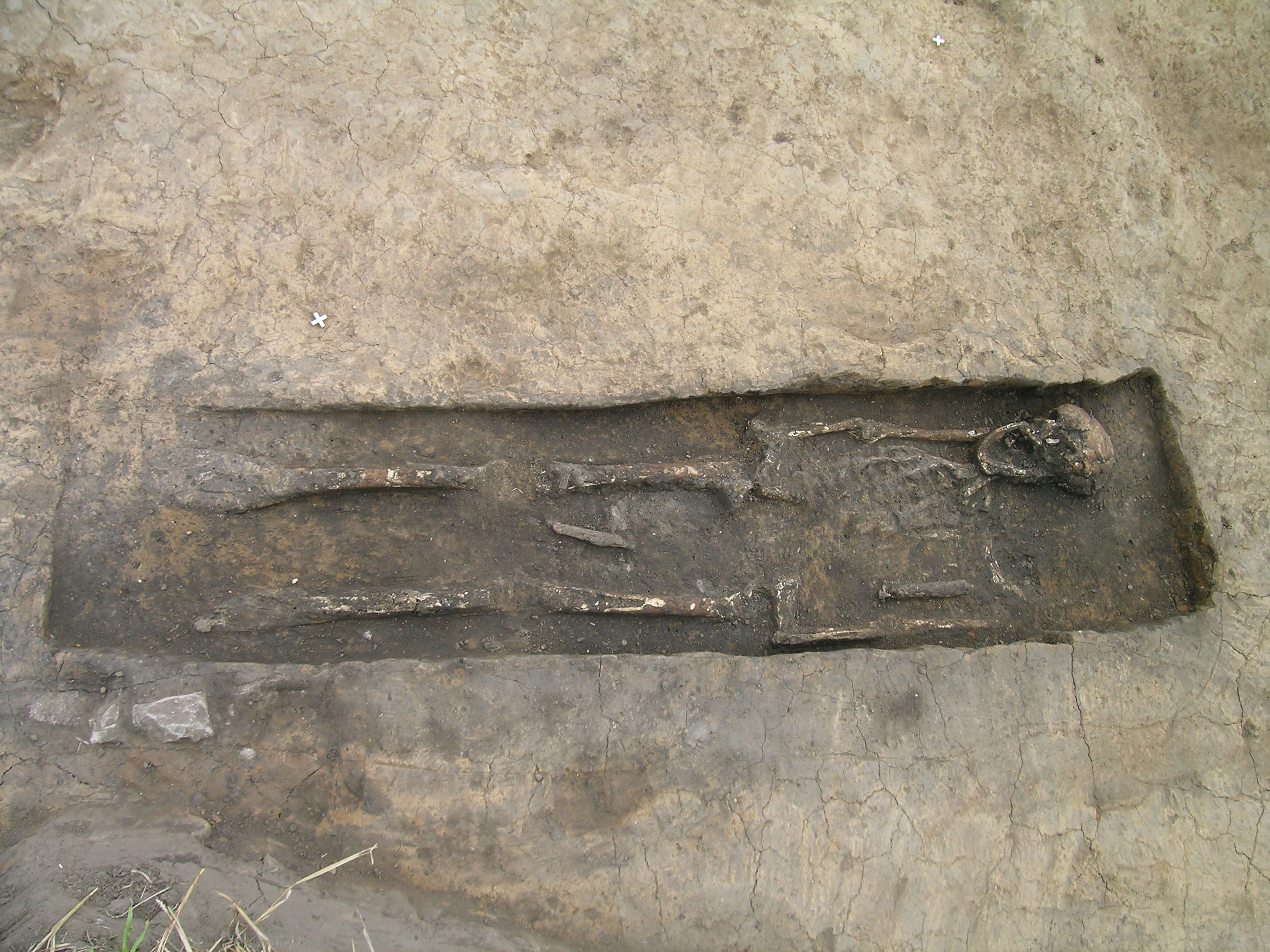
Historyczny pochówek szkieletowy

Pochówek szkieletowy, grób szkieletowy, inhumacja – obrzęd pogrzebania zwłok w formie złożenia niespalonego ciała do grobu. Ciała mogą zostać pochowane w trumnie lub owinięte w całun i złożone w grób wyłożony deskami. Praktykowane przez człowieka współczesnego i poprzedzające go gatunki hominidów. Dominujący sposób pochówku do około X wieku p.n.e.